# Famille Cros
 (signalé en août 2025).
Si vous disposez d'ouvrages ou d'articles de référence ou si vous connaissez des sites web de qualité traitant du thème abordé ici, merci de compléter l'article en donnant les références utiles à sa vérifiabilité et en les liant à la section « Notes et références ».
- Archive Wikiwix
- Bing
- Cairn
- DuckDuckGo
- E. Universalis
- Gallica
- Google
- G. Books
- G. News
- G. Scholar
- Persée
- Qwant
- (zh) Baidu
- (ru) Yandex
- (wd) trouver des œuvres sur Wikidata

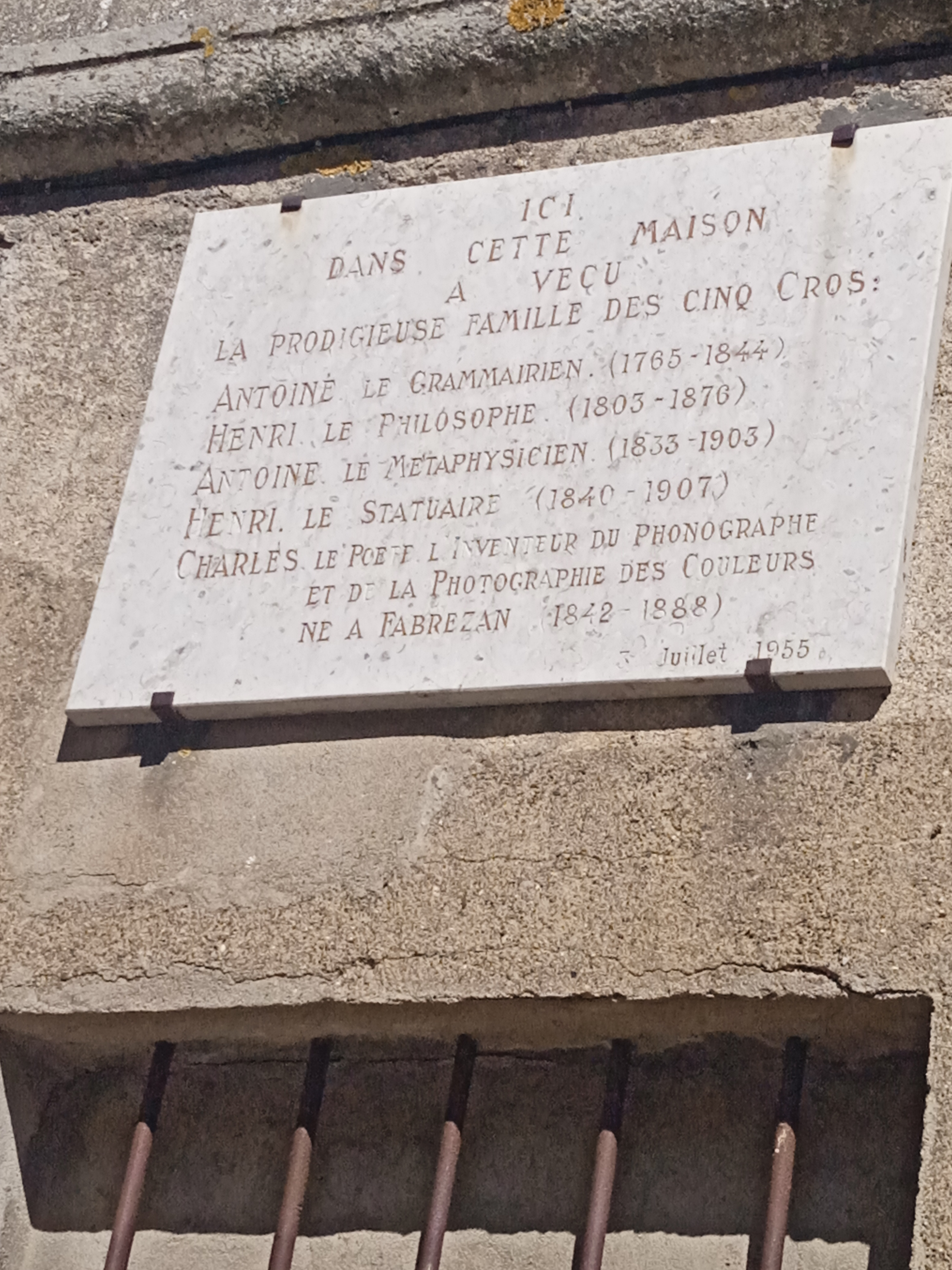
Plaque commémorative sur la maison des cinq Cros à Lagrasse.

La famille Cros est une famille ayant compté plusieurs hommes de lettres français.
Le philosophe Simon Charles Henri Cros (1803-1876) et Marie Joséphine Thérèse Thore
ont pour fils Antoine-Hippolyte Cros le 10 mai 1833 à Lagrasse, dans l'Aude. Il est aussi le petit-fils du grammairien Antoine Cros (1769-1844). 
Antoine-Hippolyte est également le frère du poète et inventeur Charles Cros (1842-1888) et du peintre et verrier Henry Cros (1840-1907), et l'oncle du poète Guy-Charles Cros (1879-1956).

## Personnalités
- Antoine-Hippolyte Cros (1833-1903), medecin, homme de lettre, cryptarque
- Henry Cros (1840-1907), sculteur, peintre, ceramiste
- Charles Cros (1842-1888), poete et inventeur
- Laure-Thérèse Cros (1856-1916), cryptarque, fille d'Antoine-Hippolyte
- Guy-Charles Cros (1879-1956), poete

## Portraits

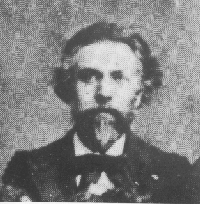
Antoine Hippolyte
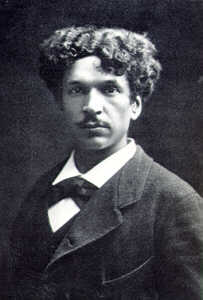
Charles Cros
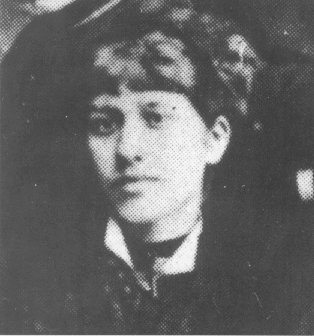
Laure-Therese Cros
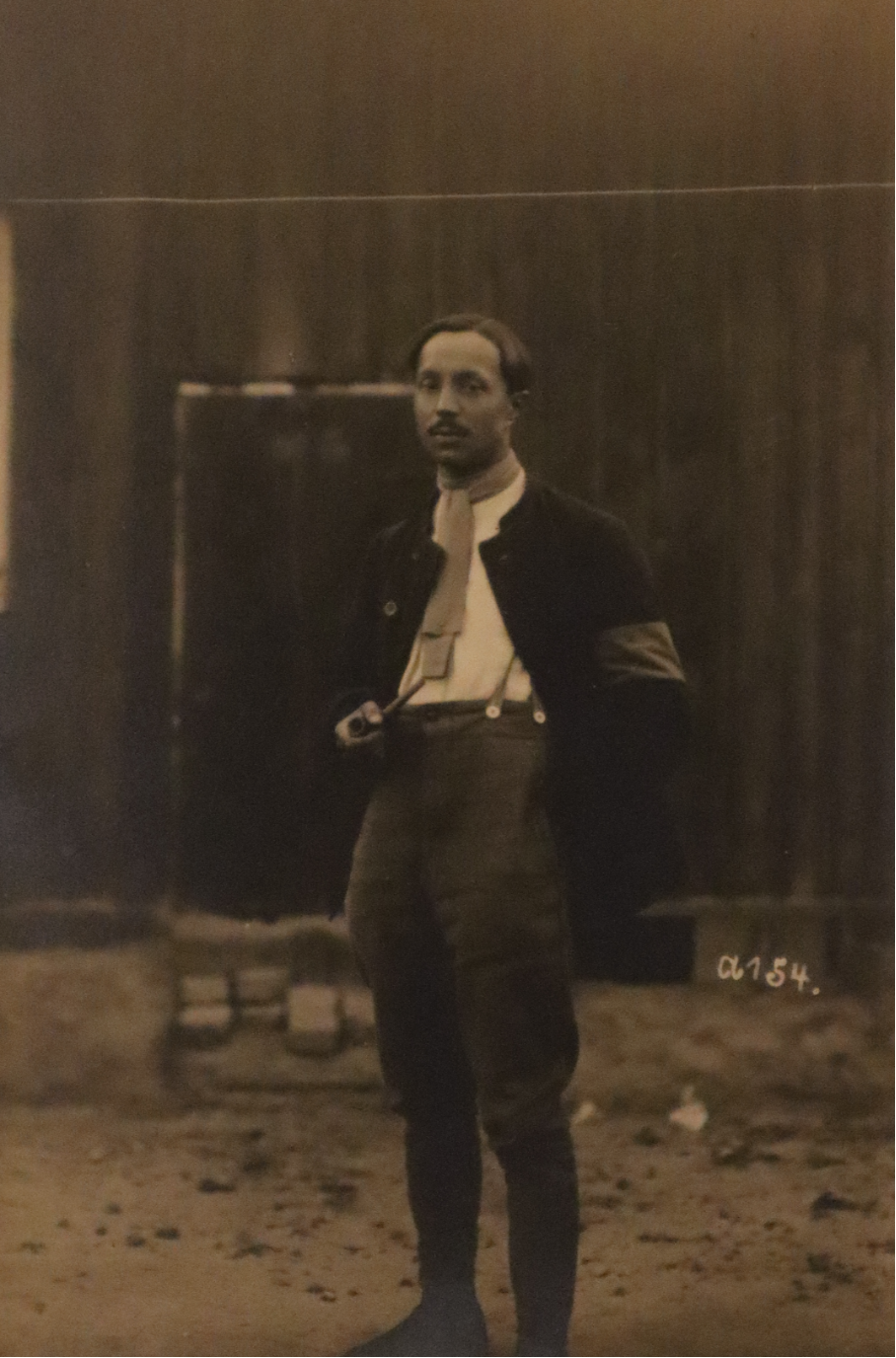
Guy Charles Cros
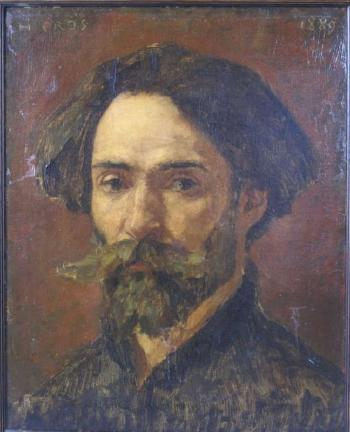
Henri Cros